# Humlepälsbi
Humlepälsbi (Anthophora plagiata) är en art i insektsordningen steklar som tillhör överfamiljen bin och släktet pälsbin. Catalogue of Life anger inga underarter

## Beskrivning
Humlepälsbiet påminner som dess trivialnamn antyder till utseendet ganska mycket om en humla, genom sin robusta kroppsbyggnad och korta, täta behåring. Kroppslängden är 12 till 15 millimeter.
Hos honorna finns två varianter på färgen på kroppens behåring. En variant har svart behåring på hela kroppen, utom på de tre sista tergiterna som är rödaktiga. Ibland, men det är sällsynt, kan hela bakkroppen, i regel med undantag av tergit 1, vara röd. Detta är den variant som finns i Sverige. Längre söderut i Europa finns förutom den nyss nämnda färgvarianten ytterligare en som har ljusbrun behåring över hela kroppen.
Hos hanarna är behåringen på kroppen ljusbrun, med undantag för de fyra sista tergiterna, som är svartaktiga. Det har hittats hanar med helt svart behåring, men detta är sällsynt. Ett annat kännetecken för hanen är att den för många pälsbin karakteristiska vita teckningen på huvudet nästan helt är begränsad till munskölden och överläppen. Han har dock alltid vit päls i ansiktet.

## Utbredning
Humlepälsbiet finns i stora delar av Europa, från den kontinentala Atlantkusten österut till Mellanöstern, Kaukasien, Kazakstan och östra Kina, samt söderut till Nordafrika och norrut till Sverige. Arten saknas dock på öar som Brittiska öarna och de flesta Medelhavsöarna, samt i Belgien, Nederländerna, Finland och troligtvis i Slovenien. Även i Norge saknas arten, och i Tyskland finns den bara kvar i delstaten Brandenburg.
I Sverige, där arten som mest har funnits från Skåne till Värmland och på Öland, finns den numera endast kvar i Skåne, Värmland och möjligen på Öland.

### Status
Globalt klassificeras arten som livskraftig (LC), även om den gått tillbaka i många områden.
I Sverige är humlepälsbiet klassat som starkt hotat ("EN"). Sedan 1940-talet har arten som sagt ovan minskat starkt och har försvunnit från stora delar av sitt tidigare utbredningsområde. Mellan 1974 och 2003 fanns den endast kvar på två lokaler, en i Åhus i östra Skåne, där den senast hade setts 1987, och en i Räpplinge på Öland, där den senast sågs 1981. 2005 upptäcktes emellertid en population på mellan 60 och 80 honor i Skillinge i östra Skåne. 2010 upptäcktes ytterligare en population om omkring 50 honor i Brantevik, nordost om den tidigare lokalen i Skillinge. Populationen har sedermera växt till omkring 300 honor 2022. Den var länge försvunnen i Värmland, men 2021–2022 påträffades den åter. De största hoten mot arten är dess individfattiga populationer och bristen på lämpliga boplatser (lerväggar i mycket gamla stenhus (1840-tal)).

## Ekologi
Arten är polylektisk, den flyger till blommande växter från många familjer, bland många andra ärtväxter, strävbladiga växter, kransblommiga växter, korsblommiga växter, solvändeväxter, rosväxter, vallmoväxter, ripsväxter och hortensiaväxter. Flygtiden är från slutet av maj till, som mest, slutet av juli för honorna. För hanarna börjar flygtiden oftast något tidigare, men de har ett kortare liv som fullbildad insekt och flyger bara fram, goda år, till slutet av juni.

### Fortplantning
Hanarna patrulleringsflyger på jakt efter parningsvilliga honor på solbelysta, skyddade områden. Den parade honan bygger bo på soliga sluttningar med lerhaltig jord i närheten av vatten. Den kan också bygga bo i husväggar av soltorkat tegel eller i fogarna på stenmurar om dessa är fogade med lera. Även om arten är solitär, byggs ofta flera bon nära varandra i kolonier. Det är honan som bygger boet, som består av en bogång på 5 till 15 centimeter med ett antal sidogångar med utvidgade celler för äggläggning. Cellerna kläs på insidan med ett antiseptiskt sekret från den så kallade dufourkörteln i honans bakkropp. Den bortgrävda leran forslas i små klumpar till boets öppning och avsätts där så att det bildas ett skorstenslikt rör. Detta kan när boet är färdigställt vara 3 till 5 centimeter långt. Efter färdigställandet av boet ger sig honan ut för att samla ihop pollen och nektar att fylla cellerna med. Detta samlas in från många olika växter, som till exempel vallört, blåeld, vresros, gullrips, käringtand, rödklöver och puktörne. När cellerna väl är fyllda med pollen och nektar lägger honan ett ägg i varje och försluter sedan boet. Som andra steklar har denna art fullständig förvandling och hela utvecklingen från ägg till imago sker i boet. Arten övervintrar som vilolarv (även kallad prepuppa) som inte intar någon föda, och förpuppningen sker först på våren.
Det förekommer att bona parasiteras av rostkägelbi, som lägger ägg i larvcellerna. Den resulterande larven dödar värdägget eller -larven, och lever på det insamlade näringsförrådet.